# Copa de Portugal 1941-42
La copa de Portugal 1940-41 fue la cuarta temporada de la copa de Portugal, torneo nacional organizado por la Federación Portuguesa de Fútbol (FPF). En esta edición participaron 16 clubes clubes de primera y segunda división.
La final se jugó el 12 de junio de 1942 entre Sporting Clube de Portugal y Clube de Futebol Os Belenenses. El campeón del certamen fue el Belenenses después de haber ganado 2-0 al Sporting Clube, en el estadio do Lumiar, Lisboa.

## Equipos participantes
Todos los equipos:
| - Associação Académica de Coimbra - Académico Futebol Clube - Futebol Clube Barreirense - Clube de Futebol Os Belenenses - Sport Lisboa e Benfica - Boavista Futebol Clube - Carcavelinhos Football Club - Sporting Clube Olhanense - Futebol Clube do Porto | - Sporting Clube de Portugal - Clube de Futebol Os Unidos - Vitória Sport Clube - Leça Futebol Clube - Grupo Desportivo Estoril Praia - Leixões Sport Clube - Luso Sport Clube - Sporting Clube de Espinho |

## Rondas eliminatorias

### Primera ronda
| Leça FC                    | 21 de junio de 1942 | 2-6       | Sporting CP      |
| Clube de Futebol Os Unidos | 21 de junio de 1942 | 3-3 (4-2) | Académica        |
| Vitória Guimarães          | 21 de junio de 1942 | 7-2       | GD Estoril-Praia |
| SC Espinho                 | 21 de junio de 1942 | 4-2       | Carcavelinhos FC |
| SC Olhanense               | 21 de junio de 1942 | 3-1       | Académico FC     |
| SL Benfica                 | 21 de junio de 1942 | 2-0       | FC Barreirense   |
| Leixões SC                 | 21 de junio de 1942 | 3-0       | Luso Sport Clube |
| Belenenses                 | 21 de junio de 1942 | 5-1       | FC Porto         |
| Estadísticas finales.      |                     |           |                  |

### Cuartos de final
| Os Unidos             | -                   | 6-0       | Leixões SC   |
| Belenenses            | -                   | 1-1 (3-0) | SC Olhanense |
| Vitória Guimarães     | -                   | 4-1       | SC Espinho   |
| Sporting CP           | 28 de junio de 1942 | 4-0       | SL Benfica   |
| Estadísticas finales. |                     |           |              |

### Semifinal
| Vitória Guimarães     | 5 de julio de 1942 | 2-1 | Sporting CP |
| Belenenses            | 5 de julio de 1942 | 5-0 | Os Unidos   |
| Estadísticas finales. |                    |     |             |

### Final
| 12 de julio de 1942 | Clube de Futebol Os Belenenses | 2 - 0   | Vitória Guimarães | Estadio do Lumiar, Lisboa   |                             |
|                     | Quaresma 40' - Gilberto 46'    | Reporte |                   | Árbitro(s): Vieira da Costa | Árbitro(s): Vieira da Costa |